# Krigsåret 1862

## Pågående krig
- Amerikanska inbördeskriget (1861 - 1865)[1]
  - USA (Nordstaterna) på ena sidan
  - Amerikas konfedererade stater (Sydstaterna) på andra sidan

- Franska interventionen i Mexiko (1861-1867)

- Kaukasiska kriget (1817-1864)
  - Imanatet Kaukasus på ena sidan
  - Ryssland på andra sidan

- Nyzeeländska krigen (1845-1872)
  - Brittiska imperiet på ena sidan.
  - Maori på andra sidan.

## Händelser
- 26 juni - 2 juli - slaget vid Chickahomminy

- 29-30 augusti - andra slaget vid Bull Run

- 17 september - slaget vid Antietam

- 13 december - slaget vid Fredericksburg

### Fotnoter
1. ↑  ”World Statesmen”. http://www.worldstatesmen.org/WARS.html. Läst 28 juni 2011.